# Special Olympics Monaco

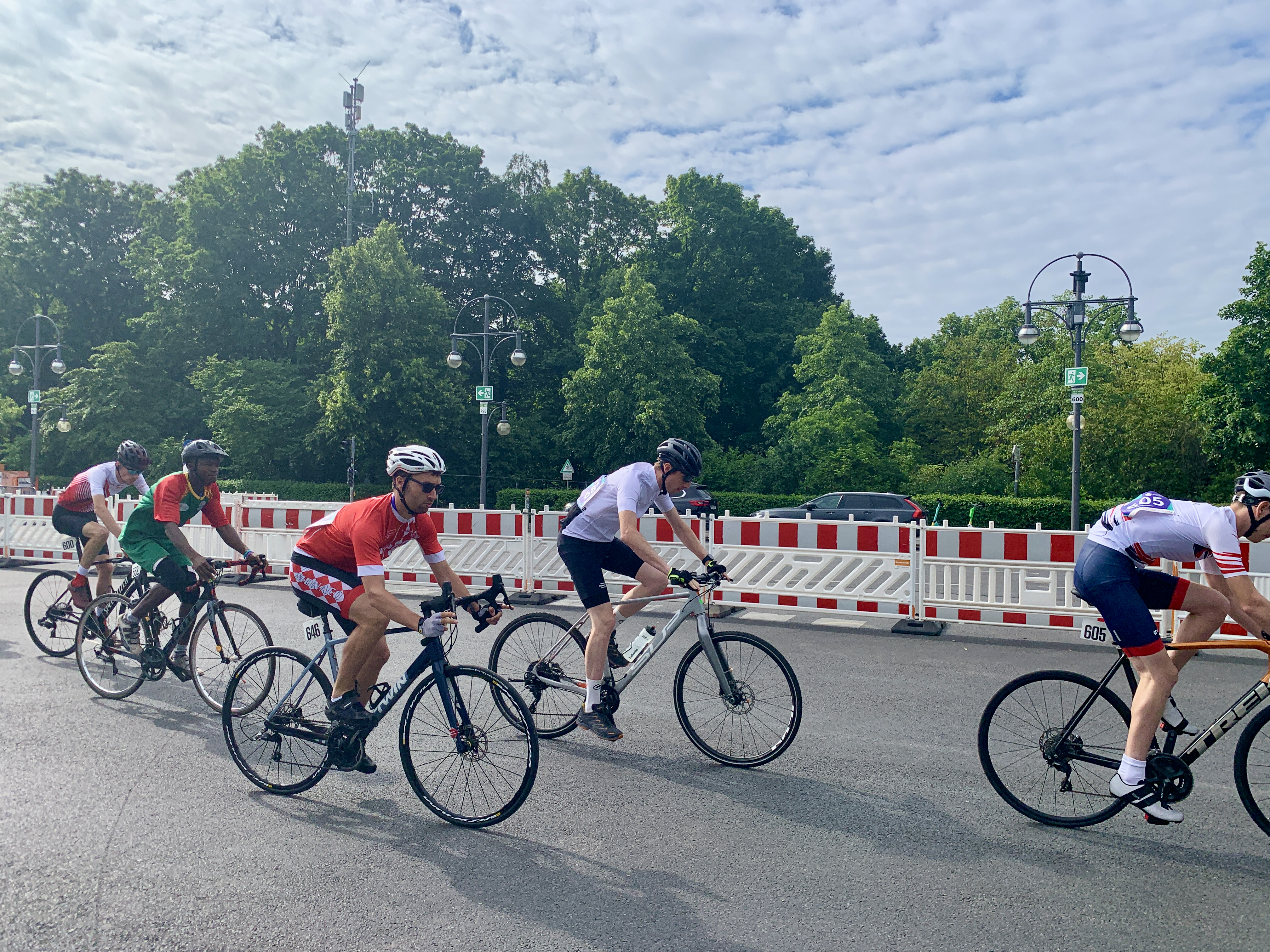
Special Olympics World Summer Games 2023 (Berlin), 10-km-Straßenrennen der Männer H1: Yann Bouvry (SO Monaco) 3. von links

Special Olympics Monaco (englisch Special Olympics Monaco) ist der monegassische Verband von Special Olympics International. Sein Ziel ist die Förderung von Sport für Menschen mit geistiger Beeinträchtigung und die Sensibilisierung der Gesellschaft für diese Mitmenschen. Außerdem betreut er die monegassischen Athletinnen und Athleten bei den Special Olympics Wettkämpfen.

## Geschichte
Special Olympics Monaco wurde 1980 mit Sitz in Monaco gegründet.

## Aktivitäten
2020 waren 96 Athletinnen, Athleten und Unified Partner sowie 27 Trainer bei Special Olympics Monaco registriert.
Der Verband nahm 2019 an den Programmen Unified Schools und Unified Sports teil, die von Special Olympics International ins Leben gerufen worden waren.

### Sportarten
Folgende Sportarten wurden 2020 vom Verband angeboten:
- Basketball (Special Olympics)
- Boccia (Special Olympics)
- Futsal (Special Olympics)
- Fußball (Special Olympics)
- Geländelauf
- Judo
- Leichtathletik (Special Olympics)
- Radsport (Special Olympics)
- Reiten (Special Olympics)
- Schneeschuhlaufen (Special Olympics)
- Ski Alpin (Special Olympics)
- Schwimmen (Special Olympics)
- Tennis (Special Olympics)
- Tischtennis (Special Olympics)

### Teilnahme an Weltspielen vor 2020
(Quelle: )
- 2007 Special Olympics World Summer Games, Shanghai, China (25 Athletinnen und Athleten)
- 2009 Special Olympics World Winter Games, Boise, Vereinigte Staaten (25 Athletinnen und Athleten)
- 2011 Special Olympics World Summer Games, Athen (28 Athletinnen und Athleten)
- 2013 Special Olympics World Winter Games, PyeongChang, Südkorea (17 Athletinnen und Athleten)
- 2015 Special Olympics World Summer Games, Los Angeles, Vereinigte Staaten (27 Athletinnen und Athleten)
- 2019 Special Olympics, World Summer Games, Abu Dhabi (26 Athletinnen und Athleten)

### Teilnahme an den Special Olympics World Summer Games 2023 in Berlin
Special Olympics Monaco nahm an den Special Olympics World Summer Games 2023 teil. Die Delegation wurde vor den Spielen im Rahmen des Host Town Program von Erfurt betreut und bestand aus 46 Personen. Das Team gewann bei diesen Weltspielen neun Gold-, fünf Silber- und fünf Bronzemedaillen.

### Teilnahme an Weltspielen nach 2023
- 2025 Special Olympics World Winter Games, Turin, Italien (12 Athletinnen und Athleten)[5]